# 仙台市の歴史的町名活用道路一覧
仙台市の歴史的町名活用道路一覧（せんだいしのれきしてきちょうめいかつようどうろいちらん）は、仙台市が「歴史的町名等活用推進事業」によって認定している道路名の一覧である。仙台城の城下町から続く歴史的な町名を現代の日常生活で使える形で残す目的で、2002年（平成14年）に77路線が選定された。

## 選定と命名の基準
城下町の範囲内、由緒や由来が明らか、現在も使用されている、現代と過去の道筋がおおむね合致する、市民の賛同が得られる可能性が高い、という5つの条件が考慮され、歴史的町名を活用する路線の選定が行われた。
命名に当たっては以下の事が考慮されている。
- 歴史的町名に「通り」を付ける。
- 「通」「坂」「小路」「横丁」で終わる歴史的町名には「通り」を付けず、そのまま用いる。
- 歴史的町名を二重山括弧《》でくくる。

例として、歴史的町名である肴町に対してその路線は「《肴町》通り」と表記される。歴史的町名である花京院通は「《花京院通》」と表記される。
読み方については、「町」をマチ、「丁」をチョウと読むが、例外として《北材木町》通りと《本材木町》通りの町の読みはチョウである。
なお、『仙台市道路愛称名』では、上記とは異なる命名法則が用いられている。

## 道路一覧
以下では歴史的町名をくくる二重山括弧は省略して記載する。

### あ行
- 姉歯横丁（あねはよこちょう）
- 石切町通り（いしきりまちどおり）
- 江戸町通り（えどまちどおり）
- 大町通り（おおまちどおり） → 大町 (仙台市)
- 小田原車通（おだわらくるまどおり）
- 小田原金剛院丁通り（おだわらこんごういんちょうどおり）
- 小田原大行院丁通り（おだわらだいぎょういんちょうどおり）
- 小田原長丁通（おだわらながちょうどおり）
- 小田原広丁通り（おだわらひろちょうどおり）
- 小田原山本丁通り（おだわらやまもとちょうどおり）
- 大仏前通り（おぼとけまえどおり）
- 表小路（おもてこうじ）

### か行
- 花京院通（かきょういんどおり） → 花京院
- 覚性院丁通り（かくしょういんちょうどおり）
- 鍛冶屋前丁通り（かじやまえちょうどおり）
- 片平丁通り（かたひらちょうどおり） → 片平丁
- 空堀丁通り（からほりちょうどおり）
- 北五十人町通り（きたごじゅうにんまちどおり）
- 北一番丁通り（きたいちばんちょうどおり）
- 北二番丁通り（きたにばんちょうどおり）
- 北三番丁通り（きたさんばんちょうどおり）
- 北四番丁通り
- 北五番丁通り（きたごばんちょうどおり）
- 北六番丁通り
- 北七番丁通り
- 北八番丁通り（きたはちばんちょうどおり）
- 北材木町通り（きたざいもくちょうどおり）
- 北山町通り（きたやままちどおり）
- 狐小路（きつねこうじ）
- 教楽院丁通り（きょうらくいんちょうどおり）
- 外記丁通（げきちょうどおり）
- 光禅寺通
- 勾当台通
- 米ヶ袋鹿子清水通（こめがふくろかのこしみずどおり）
- 米ヶ袋十二軒丁通り（こめがふくろじゅうにけんちょうどおり）
- 米ヶ袋中坂通（こめがふくろなかさかどおり）

### さ行
- 肴町通り（さかなまちどおり） → 肴町 (仙台市)
- 猿曳丁通り（さるひきちょうどおり）
- 新伝馬町通り（しんてんまちどおり） → 新伝馬町
- 杉山通（すぎやまどおり）

### た行
- 田町通り（たまちどおり）
- 滝前丁通り（たきまえちょうどおり）
- 土樋通り（つちといどおり）
- 堤通 (仙台市)（つつみどおり）
- 角五郎丁通り（つのごろうちょうどおり）
- 同心町通（どうしんまちどおり）
- 土橋通（どばしどおり）

### な行
- 名掛丁通り（なかけちょうどおり） → 中央通り (仙台市)#ハピナ名掛丁も参照
- 中島丁通り（なかじまちょうどおり）
- 中杉山通（なかすぎやまどおり）
- 長刀丁通り（なぎなたちょうどおり）
- 南光院丁通り（なんこういんちょうどおり） → 南光院丁
- 新坂通（にいざかどおり）
- 二本杉通（にほんすぎどおり）

### は行
- 支倉通（はせくらどおり）
- 八幡町通り（はちまんまちどおり）
- 半子町通り（はんこまちどおり、はんこうまちどおり）
- 東一番丁通り（ひがしいちばんちょうどおり） → 一番町 (仙台市)
- 東二番丁通り
- 東三番丁通り（ひがしさんばんちょうどおり）
- 東四番丁通り（ひがしよばんちょうどおり）
- 東五番丁通り（ひがしごばんちょうどおり） → 愛宕上杉通り
- 東六番丁通り
- 東七番丁通り（ひがししちばんちょうどおり）
- 東八番丁通り（ひがしはちばんちょうどおり）
- 東九番丁通り（ひがしくばんちょうどおり）

### ま行
- 南六軒丁通り（みなみろっけんちょうどおり）
- 宮町通り（みやまちどおり）
- 神子町通り（みこまちどおり）
- 茂市ヶ坂（もいちがさか）
- 本荒町通り（もとあらまちどおり）
- 元鍛冶丁通り（もとかじちょうどおり） → 元鍛冶丁
- 本材木町通り（もとざいもくちょうどおり）
- 元寺小路（もとでらこうじ）
- 本櫓丁通り（もとやぐらちょうどおり）
- 元柳町通り（もとやなぎまちどおり） → 元柳町 (仙台市)

### や行
- 柳町通（やなぎまちどおり）

### ら行
- 連坊小路（れんぼうこうじ）